# Alexander Eduard von Grotenhielm

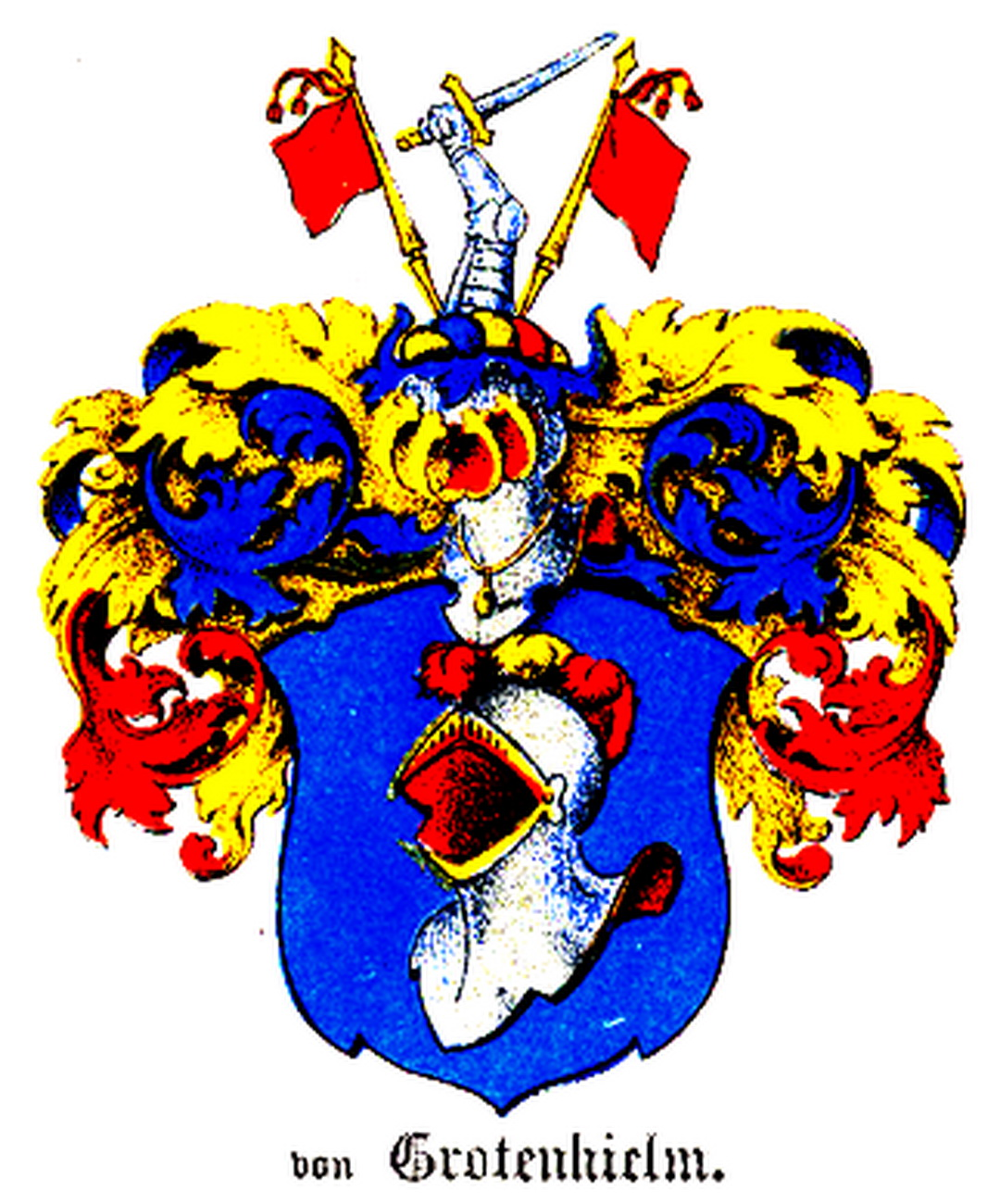
Wappen der Adelsfamilie „von Grotenhielm“

Alexander Eduard Magnus von Grotenhielm (auch Grotenhjelm; * 24. Mai 1831; † 1899) war ein russischer Generalleutnant.

## Militärische Laufbahn
Alexander Eduard v. G. diente ab 1842 im Seekadettenkorps in Sankt Petersburg und nahm 1848 seinen Dienst als Seekadett in der Schwarzmeerflotte auf. 1850, befördert zum Fähnrich, wechselte er zu den Landstreitkräften und war bei der Verteidigung von Sevastopol eingesetzt, in der er zwei Verwundungen erlitt.
1872 war er Angehöriger des 2. Orenburger Bataillons und wurde 1873 zum Oberst befördert. Er führte sein Bataillon im Turkmenenfeldzug. 1877 wurde er Chef der Amu-Darja-Abteilung, in dieser Eigenschaft übte er die Kontrolle über Khanat Chiwa aus. Seine Beförderung zum Generalmajor erfolgte 1883. Danach war er Brigadekommandeur im europäischen Teil Russlands, 1890 wurde er Kommandant der ukrainischen Stadt Otschakiw. Letztlich wurde er 1893 zum Generalleutnant befördert und 1894 aus dem aktiven Dienst verabschiedet.

## Herkunft und Familie
Sein Vater war der russische Oberst Alexander Gottlieb von Grotenhielm (* 1790), der mit Charlotte von Nasackin (1797–1872) verheiratet war. Sein Onkel, der Bruder seines Vaters war der russische General der Kavallerie Magnus Johann von Grotenhielm (1789–1867). Alexander heiratete Amalie Lehmann, sie hatten keine Nachkommen.